# Watsonisuchus
Il watsonisuco (gen. Watsonisuchus) è un anfibio estinto appartenente ai temnospondili. Visse nel Triassico inferiore (Induano/Olenekiano, circa 251 - 249 milioni di anni fa) e i suoi resti fossili sono stati ritrovati in Australia e in Sudafrica.

## Descrizione
Questo animale era di medie dimensioni, e poteva oltrepassare un metro e venti di lunghezza. L'aspetto, come quello di molti anfibi analoghi del Triassico, doveva richiamare vagamente quello di un coccodrillo. Il cranio era lungo circa 24 centimetri, e possedeva la tipica forma triangolare e relativamente appiattita dei capitosauri. Le orbite erano ovali, mentre nella parte posteriore del cranio si aprivano due incisure otiche larghe e arrotondate. Il canale sensorio sopraorbitale, al contrario di altre forme simili, era quasi assente. Era presente una fossa temporale e, almeno in alcune specie del genere, un postorbitale fortemente uncinato, espanso anterolateralmente, con la parte anteriore che superava il centro dell'orbita (Maganuco et al., 2009).

## Classificazione
Il genere Watsonisuchus fu istituito da Ochev nel 1966 per includere una specie di anfibio temnospondilo descritta pochi anni prima da Watson e denominata Wetlugasaurus magnus. Ochev si rese conto che questa specie possedeva caratteri distinti dalle altre specie attribuite a Wetlugasaurus e istituì quindi un nuovo genere per accoglierla.  
Oltre alla specie tipo Watsonisuchus magnus del Sudafrica, al genere Watsonisuchus sono state in seguito ascritte altre specie, tra cui W. gunganj e W. rewanensis, tutte provenienti dal Triassico inferiore australiano. Altri resti attribuiti a Watsonisuchus sono stati scoperti in Sudafrica (Damiani et al., 2001). Altre specie attribuite in passato a questo genere sono state in seguito attribuite ad altri generi, come W. madagascariensis (=Edingerella madagascariensis) e W. aliciae (=Warrenisuchus aliciae). 
Watsonisuchus è considerato un rappresentante basale dei capitosauri, un grande gruppo di anfibi tipici del Triassico, dall'aspetto e abitudini simili a quelle dei coccodrilli. Watsonisuchus possedeva alcune caratteristiche antiquate (ad esempio l'incisura otica molto larga e aperta) che non si riscontrano nelle forme più derivate.